# 상영 시간순 영화 목록
다음은 영화의 유형에 따라 구분한 상영 시간순 영화 목록이다.

## 실험 작품
일반적인 영화 작품이라면 시중의 배급사를 통해 여러 곳의 극장 개봉을 거쳐 공개되기 마련이다. 그러나 실험 영화의 경우에는 오로지 실험을 위해서나 미술 갤러리 등에 설치되는 것을 목표로 제작되는 것이기 때문에, 일반 영화처럼 여러 스크린으로 동시에 올려지거나 주류 관람객들을 배려하기 위한 작품이 아니다.  따라서 실험 영화로 길게 제작된 작품들은 관객들이 영화의 일부분만 관람하고 떠날 것을 미리 감안한 장소에서 상영이 이뤄지는 경우가 많다.
실험 영화는 일반 극장가라는 전제를 벗어나기에 상영시간의 한계도 제약이 없다. 그래서 역사상 가장 긴 영화라고 하면 반드시 실험 영화들이 상위권을 차지하고 있다. 아래는 그 목록이다.
| 제목                                          | 상영 시간                      | 발매년도        |
| --------------------------------------------- | ------------------------------ | --------------- |
| 로지스틱스                                    | 51420분 (857시간 / 37일)       | 2012년          |
| 모던 타임즈 포에버 (스토라 엔소 빌딩, 헬싱키) | 14400분 (240시간 / 10일)       | 2011년          |
| 시네마통                                      | 11760분 (196시간)              | 1978년 ~ 2016년 |
| 베이징 2003                                   | 9000분 (150시간 / 6일 6시간)   | 2003년          |
| 마트료시카                                    | 5700분 (95시간 / 3일, 23시간). | 2006년          |
| 불면증 치료                                   | 5220분 (87시간 / 3일 15시간)   | 1987년          |
| 세계에서 가장 길고도 의미없는 영화            | 2880분 (48시간 / 2일)          | 1970년          |
| **** (포 스타)                                | 1500분 (25시간 / 1일 1시간)    | 1967년          |
| 24시간 사이코                                 | 1440분 (24시간 / 1일)          | 1993년          |
| 더 클락                                       | 1440분 (24시간 / 1일)          | 2010년          |
| 해피                                          | 1440분 (24시간 / 1일)          | 2013년          |
| 원유                                          | 840분 (14시간)                 | 2008년          |
| 백악관                                        | 690분 (11시간)                 | 2006년          |
| 엠파이어                                      | 485분 (8시간)                  | 1964년          |
| The Wake                                      | 462분 (8시간)                  | 2000년          |
| 사후세계를 위한 비탄의 기념비                 | 427분 (7시간)                  | 1985년          |
| 무비 오지                                     | 420분 (7시간)                  | 1968년          |
| 소멸하는 별빛                                 | 402분 (6시간)                  | 2004년          |
| 수면                                          | 321분 (5시간)                  | 1963년          |

## 상업 영화
이하 일부 작품들 중 편집 과정을 거쳐 잘라낸 버전이 따로 존재하는 경우가 있을 수 있으며 여기에서는 가장 긴 버전을 기준으로 작성한다.
| 제목                                                              | 상영 시간           | 제작연도        |
| ----------------------------------------------------------------- | ------------------- | --------------- |
| 레산 (여행)                                                       | 873분 (14시간 33분) | 1987년          |
| 라 플로르                                                         | 807분 (13시간 27분) | 2018년          |
| 아웃1 (눌리 미 탠저리)                                            | 775분 (12시간 55분) | 1971년          |
| 필리핀 가족의 혁명                                                | 593분 (9시간 53분)  | 2004년          |
| 쇼아                                                              | 566분 (9시간 26분)  | 1985년          |
| 철서구                                                            | 556분 (9시간 11분)  | 2003년          |
| 슬픈 미스터리를 위한 자장가                                       | 485분 (8시간 5분)   | 2016년          |
| O.J.: 메이드 인 아메리카                                          | 463분 (7시간 43분)  | 2006년          |
| 멜라콜리아                                                        | 480분 (8시간)       | 2008년          |
| 창조사진극                                                        | 480분 (8시간).      | 1914년          |
| 예수의 한계                                                       | 480분 (8시간).      | 1967년          |
| 엘 프로테기도 드 사탄                                             | 480분 (8시간).      | 1917년          |
| 메피스토                                                          | 460분 (8시간).      | 1917년          |
| 사탄탱고                                                          | 450분 (8시간).      | 1994년          |
| 히틀러: 한 독일의 영화                                            | 442분 (7시간).      | 1978년          |
| 알신 말 알렌                                                      | 420분 (7시간).      | 1916년          |
| 더 새틴 슬리퍼                                                    | 410분 (7시간).      | 1985년          |
| 젋음의 최고                                                       | 400분 (7시간).      | 2003년          |
| 바볼나                                                            | 400분 (7시간).      | 1985년          |
| I, 파이산                                                         | 392분 (7시간).      | 1967년          |
| 파리세트                                                          | 380분 (6시간).      | 1921년          |
| 더 스탠드                                                         | 366분 (6시간).      | 1994년          |
| 라 레볼루션 프렌차이즈                                            | 360분 (6시간).      | 1989년          |
| 리틀 도릿                                                         | 360분 (6시간).      | 1988년          |
| Bevezetés a filmkészítés rejtelmeibe                              | 360분 (6시간).      | 1996년          |
| 레 미제라블                                                       | 359분 (6시간).      | 1925년          |
| 모스크바의 싸움                                                   | 358분 (6시간).      | 1985년          |
| 가까운 죽움                                                       | 358분 (6시간).      | 1989년          |
| 파편들: 예루살렘                                                  | 358분 (6시간).      | 1997년          |
| 페론, 신포니아 들 센티미엔토                                      | 346분 (6시간).      | 1999년          |
| La Commune (Paris, 1871)                                          | 345분 (6시간).      | 2000년          |
| And Quiet Flows the Don                                           | 340분 (6시간).      | 1957년 ~ 1958년 |
| Perón, sinfonía del sentimiento                                   | 340분 (6시간).      | 1999년          |
| L'idole des jeunes                                                | 338분 (6시간).      | 1976년          |
| Vkus khleba                                                       | 336분 (6시간).      | 1979년          |
| 나폴레옹                                                          | 330분 (6시간).      | 1927년          |
| 요만                                                              | 330분 (6시간).      | 1983년          |
| 마하트마: 간디의 생애, 1869-1948                                  | 330분 (6시간).      | 1968년          |
| 더 뱀파이어스                                                     | 399분 (6시간).      | 1915년          |
| 영혼의 목소리들                                                   | 328분 (5시간).      | 1995년          |
| 빈딕타                                                            | 320분 (5시간).      | 1923년          |
| 클레오파트라                                                      | 320분 (5시간).      | 1963년          |
| As I Was Moving Ahead Occasionally I Saw Brief Glimpses of Beauty | 320분 (5시간).      | 2000년          |
| 1900                                                              | 318분 (5시간).      | 1976년          |
| Tsahal                                                            | 316분 (5시간).      | 1994년          |
| The Deluge                                                        | 316분 (5시간).      | 1974년          |
| 바탕 웨스트 사이드                                                | 315분 (5시간).      | 2002년          |
| 페니와 알렉산더                                                   | 312분 (5시간).      | 1983년          |
| 악몽                                                              | 312분 (5시간).      | 1972년          |
| Legend About Thiel                                                | 311분 (5시간).      | 1976년          |
| 레스 미제라블                                                     | 305분 (5시간).      | 1934년          |
| 위니프레드 와그너의 고백                                          | 302분 (5시간).      | 1975년          |
| 더 나치즈: 역사의 경고                                            | 299분 (5시간).      | 1998년          |

## 부분 편집 영화
| 제목                                    | 상영 시간        | 발매연도        |
| --------------------------------------- | ---------------- | --------------- |
| 화소홍련사                              | 1620분 (27시간). | 1928년 ~ 1931년 |
| 디 짜위테 레이멧 - 크로닉 에이너 주겐드 | 1532분 (25시간). | 1992년          |
| 헤이멧 - 에인 데체 크로닉               | 924분 (15시간).  | 1984년          |

## 같이 보기
- 미국 국립영화등기부